# Prostituzione in Svizzera
La prostituzione in Svizzera è una libera professione legalmente regolamentata, legalizzata nel Paese a partire dal 1942.

## Quadro generale
In Svizzera la prostituzione rientra fra le libere professioni autonome: chi la svolge deve dichiarare la propria attività al fisco, pagare le imposte sui servizi offerti e rispettare i requisiti normativi generali e specifici. Deve, fra le altre cose, svolgere l'attività presso un locale non condiviso, nel qual caso l'attività si configura come postribolo, per il cui esercizio sono previste licenze specifiche, tipicamente all'interno di edifici adibiti con reception e possibilità di usufruire di diversi appartamenti e camere. La prostituzione su strada è anch'essa regolamentata dalla legge, e permessa in aree specificamente adibite nelle principali città.
È possibile promuovere i propri servizi tramite annunci sui giornali, siti internet, e canali dedicati, come per esempio le pubblicazioni per adulti; in seguito alla diffusione di internet, i principali club hanno reso possibile scegliere online la professionista e prenotare un appuntamento presso la struttura. In virtù di questo nuovo quadro, nel 2018 una serie di associazioni per i diritti dei lavoratori del sesso ha creato un portale, sovvenzionato dall'Ufficio federale della sanità pubblica e dedicato ai diversi generi, nel quale promuovere i propri servizi con annunci e concordare in modo il più possibile informato le prestazioni.
Secondo una indagine dell'Istituto di sociologia dell'Università di Ginevra risalente agli anni 2010, in Svizzera le prestazioni sessuali a pagamento erano offerte prevalentemente nei saloni di massaggio, seguiti della prostituzione svolta in strada, poi quella nei club e cabaret, e infine i servizi di escort.
Essendo la Svizzera una confederazione di stati (cantoni), la legislazione ha impronta federale, pertanto, posto un quadro generale di base, differisce fra cantone e cantone per le regolamentazioni specifiche. Le autorità di Zurigo, per esempio, hanno fatto installare posti auto coperti chiamati Verrichtungsboxen o sex-box ("scatole del sesso") per cercare di rendere più discreta e al contempo controllata l'attività di strada, soluzione che ha riscosso parere favorevole da parte delle autorità locali nel 2014, dopo più di un anno di operatività, un certo numero di lavoratori del sesso ha tuttavia criticato la misura.
La prostituzione è svolta prevalentemente da cittadine di origine est europea (Romania e Bulgaria), mentre nel Canton Ticino il 20% delle prostitute è composto da cittadine italiane, seguite dalle cittadine spagnole. Il mercato della prostituzione, secondo dati degli anni 2010, coinvolgeva fra clienti e professionisti in totale circa 17.000 persone, con un fatturato annuale stimato intorno ai 3,5 miliardi di franchi. Dopo un incremento dei lavoratori del sesso fra il 2004 e il 2012,  dovuto principalmente all'accordo sulla libera circolazione delle persone tra Europa e Svizzera,, nel periodo successivo si è registrata una flessione, anche in seguito ad alcune revisioni delle normative.
Sino al luglio del 2014, in Svizzera era legale la prostituzione minorile a partire dai sedici anni di età, poiché non espressamente vietata da una norma. Ciò ha suscitato critiche a livello internazionale, in particolare dopo che il governo svizzero ha firmato nel 2010 la Convenzione del Consiglio d'Europa per la protezione dei bambini contro lo sfruttamento e gli abusi sessuali. Il Paese ha quindi modificato la propria legislazione vietando espressamente la prostituzione minorile, con una legge del 2013 entrata in vigore l'anno seguente. Tale ritardo normativo, secondo la direttrice del consultorio per donne Xenia e il dicastero comunale di polizia di Zurigo, era dovuto al fatto che i casi effettivi di prostituzione dai 16 ai 18 anni erano effettivamente rari e gestiti nell'ambito della regolamentazione legale. Dopo l'introduzione del divieto, fra il 2014 e il 2019 l'esercizio della prostituzione è stato oggetto di ulteriore revisione normativa, per regolamentare ulteriormente gli aspetti fiscali, le licenze, e per permettere ai comuni, fra le altre cose, di subordinare la licenza all'accordo da parte della comunità.
Nel 2015 il Consiglio federale ha pubblicato un report di circa 150 pagine frutto di un'ampia indagine sullo stato della prostituzione legale e illegale in Svizzera, trattando anche il tema della tratta degli esseri umani.